# 670

## Събития
- В рамките на Великото преселение на народите пристигат и прабългарските племена в близост до днешните северни български земи, предвождани от хан Аспарух;
- Тибет завладява държавата Туюхун.